# Życzanów
Życzanów (do końca 2017 roku Rzeczanów) – przysiółek wsi Rytro w Polsce, położony w województwie małopolskim, w powiecie nowosądeckim, w gminie Rytro.
W latach 1975–1998 przysiółek administracyjnie należał do województwa nowosądeckiego.
Przysiółek położony jest w Beskidzie Sądeckim nad Popradem w pobliżu drogi krajowej nr 87. Stanowi część miejscowości Rytro.

## Opis
Jest to najmniejsze i najmłodsze sołectwo gminy Rytro, utworzone w kwietniu 1995 r. Zamieszkane jest przez ponad 200 mieszkańców i ulokowane w północno-wschodniej części gminy, w dolinie spływającego z Makowicy Życzanowskiego Potoku (prawobrzeżnego dopływu Popradu). Graniczy od północy z Wolą Krogulecką (gmina Stary Sącz), od wschodu i południa z Suchą Strugą, a od zachodu (poprzez Poprad) z Rytrem. Zabudowa skupia się w dolnej części doliny przy ujściu potoku do Popradu. Największa część osiedla położona jest między 330–430 m n.p.m., natomiast osiedle Podmakowica na wysokości 645 m n.p.m. Osiedla nie posiadają infrastruktury usługowej, sołectwo nie jest samowystarczalne, mieszkańcy korzystają z dobrze rozwiniętej infrastruktury w Rytrze.
Łomy, Polana Czerteż i Sarnie Łomy należą do Suchej Strugi. Granica między Rytrem (Życzanowem) a Suchą Strugą biegnie wzdłuż bezimiennego dziś potoku, który płynie zaraz za osiedlem Podmakowica. Na mapie z 1846 roku nazywa się on Skalski Bach.

## Walory turystyczne
Dolina Życzanowskiego Potoku jest bardzo głęboko wcięta, porasta ją stary, dorodny i mocno eksploatowany las, na potoku są wysokie szypoty. Koryto potoku płynącego skalistym wąwozem i sąsiadujący las na długości 1 km o powierzchni 7 ha jest powierzchniowym pomnikiem przyrody, wpisanym do rejestru w 1998 r. pod nazwą „Głęboki Jar”, od znajdującej się tam dawniej gajówki o tej samej nazwie. „Głęboki Jar” w połowie leży na terenie Woli Kroguleckiej, jego granica w tym miejscu biegnie wzdłuż potoku. Osiedle znajdujące się ok. 1 km przed „Głębokim Jarem”, należy także do Woli Kroguleckiej. 
Doliną potoku prowadzą szlaki:
- turystyczny PTTK (niebieski) z Barcic przez Wolę Krogulecką na Makowicę.
- przyrodniczy im. Adama hrabiego Stadnickiego (wyznakowany w 1999 r.).
- gminna ścieżka rowerowa (nr 3).

## Historia
Życzanów jako przysiółek (osiedle) Rytra powstał w połowie XIX w. w okresie głodu ziemi uprawnej, kiedy brano pod uprawę wszystkie nadające się ku temu tereny. Rytro w XIX wieku podzielone było na trzy niwy: „Na Ryterskiem”, „Połom”, „Rzeczanów”. Na XIX-stowiecznych austriackich mapach katastralnych Potok Życzanowski figuruje pod niemiecką nazwą „Rzyczanower Bach”. W „Najnowszym skorowidzu wszystkich miejscowości...” J. Bigo z 1886 r. występuje jako „Zyszanów”. Natomiast w „Słowniku geograficznym Królestwa Polskiego...” z 1889 r. figuruje jako „Ryczanów” („Rytro z Mikołaszką, Połomem i Ryczanowem...”). Ów „Ryczanów” miał być zamieszkany przez 139 mieszkańców w 17 domach. Długie lata lansowana była nazwa „Rzeczanów” (w mowie i w piśmie), co może wiązać się z występowaniem tej nazwy w takiej postaci w XIX wieku na mapach katastralnych. Prof. E. Pawłowski w pracy „Nazwy miejscowe Sądecczyzny” za prawidłową uznał „Życzanów”, wywodząc ją od nazwy osobowej „Życzan”, co oznacza upragniony, życzony syn. Taką też nazwę dla sołectwa przyjęła Rada Gminy Rytro.
Pierwsi zarębnicy mogli pojawić się w Życzanowie już w połowie XVIII wieku. Na mapie katastralnej Rytra z 1846 roku granice wyrobionych pól, polan i lasów pokrywają się w większości z aktualnym zasięgiem terenów rolniczych po północno-zachodniej stronie Makowicy. Oznacza to, że ekspansja zagrodników na tamte tereny rozpoczęła się co najmniej kilkadziesiąt lat wcześniej i do połowy XIX wieku pozyskano już pod uprawę najbardziej atrakcyjne rolniczo tereny w Życzanowie.
Według spisu z 1777 roku (Rocznik Sądecki, T. 8, 1967), w Rytrze było wówczas 37 domów mieszkalnych, które zamieszkiwało 297 osób (spis z 1787 roku wykazał 37 domów i 337 mieszkańców).
W 1846 roku na obszarze niwy Rzeczanów wybudowane były ogółem 42 budynki, w tym domów mieszkalnych 15 (w dwóch przypadkach dom podzielony był na dwie części, co w sumie dawało 17 nieruchomości wykorzystywanych jako domy mieszkalne).

## Nazwa
Nazwa Życzanów, pochodzi od wyrazu Życzan (upragniony, życzony syn). Nic jednak nie wiadomo, o czyjego syna mogło chodzić, zwłaszcza że Rytro i okoliczne wioski były własnością królewską (przed rozbiorami) i nie było tutaj prywatnej (szlacheckiej) własności. Na XIX-wiecznych mapach sąsiedniej Woli Kroguleckiej figuruje niwa o nazwie Syczanowa, która przylegała do Życzanowskiego Potoku od strony północno-zachodniej. Wówczas dość często pisarzom niemieckojęzycznym zdarzały się pomyłki (np. Sapieniec w Barcicach na mapach zapisano jako Zapieniec). Przy takim założeniu prawidłowa nazwa niwy brzmiałaby Zyczanowa, co fonetycznie odpowiada dzisiejszej nazwie ryterskiego osiedla. Zarębnicy z Woli Kroguleckiej mogli dotrzeć w okolice Życzanowskiego Potoku dużo wcześniej niż ci z Rytra. Nazwa, którą określono tamtejsze polany i lasy mogła przyjąć się dla całej okolicy.